# 翁德魯祖
翁德魯祖是馬達加斯加的城市，由阿齊莫-阿齊那那那區負責管轄，位於該國東南部，海拔高度437米，97%居民是農民，主要農產品有咖啡、胡椒、木薯和稻米，2001年人口10,000。
22°49′S 47°17′E / 22.817°S 47.283°E